# Комоштица
Комоштица (болг. Комощица) — село в Болгарии. Находится в Монтанской области, входит в общину Якимово. Население составляет 998 человек.

## Политическая ситуация
В местном кметстве Комоштица, в состав которого входит Комоштица, должность кмета (старосты) исполняет Росен Дончев Илиев (Национальное движение «Симеон Второй» (НДСВ)) по результатам выборов правления кметства.
Кмет (мэр) общины Якимово — Георги Миланов Георгиев (Национальное движение «Симеон Второй» (НДСВ)) по результатам выборов в правление общины.